# Старый форт Занзибара
Старый форт Занзибара (англ. Old Fort of Zanzibar) — также известный как «Арабский форт», представляет собой фортификационное сооружение, расположенное в Каменном городе на Занзибаре. Является самым старым зданием и главной достопримечательностью Каменного города. Расположен на главной набережной, рядом с другим знаковым зданием города, Домом чудес (бывшим дворцом султана Занзибара) и садами Фородхани.

## История
Построен оманскими арабами после изгнания португальцев в 1699 году. Использовался как тюрьма и казармы в XIX веке, а также как конечная станция Занзибарских железных дорог в 1905—1928 годах. В 1947 году была построена новая гауптвахта, затем там располагался женский клуб, а в 1990-х годах был пристроен амфитеатр. В настоящее время является местом проведения международного кинофестиваля на Занзибаре.
В начале XX века использовался как депо при строительстве железной дороги, которая соединила Каменный город с деревней Бубубу. Форт имеет квадратную компоновку с высокими коричневыми стенами с зубцами, защищающими внутренний двор. Во дворе сохранились остатки более ранних построек, в том числе португальской церкви и ещё одного оманского укрепления.

## Туризм
Старый форт — одна из выдающихся достопримечательностей Каменного города, а его внутренний двор приспособлен в качестве культурного центра с антикварными магазинами, продающими товары, ориентированные на туристов, такие как картины Тингатинга. Имеется также амфитеатр под открытым небом, где почти каждый вечер проходят живые танцевальные и музыкальные шоу, располагается ресторан и стойка туристической информации. Является основным местом проведения крупных мероприятий, таких как Занзибарский международный кинофестиваль и «Саути за Бусара».